# Alpenfledermaus
Die Alpenfledermaus (Hypsugo savii, Syn.: Pipistrellus savii) gehört innerhalb der Fledermäuse zur Familie der Glattnasen und wird der Gattung Hypsugo zugeordnet, die kürzlich von den Zwergfledermäusen (Pipistrellus) abgetrennt wurde. Sie ist in großen Teilen Eurasiens sowie im äußersten Nordwesten Nordafrikas verbreitet. Der wissenschaftliche Artname ehrt den italienischen Zoologen Paolo Savi (1798–1871). 

## Merkmale
Die Alpenfledermaus erreicht eine Kopf-Rumpf-Länge von 4,0 bis 5,4 Zentimetern mit einer Schwanzlänge von 3,1 bis 4,3 Zentimetern und einer Flügelspannweite von 22 Zentimetern. Ihr Gewicht beträgt 5 bis 10 Gramm. Damit gehört sie zu den kleinen Fledermausarten Europas. Ihr Fell ist relativ lang und an der Oberseite gelb- bis dunkelbraun mit schwarzbrauner Haarbasis und glänzenden Haarspitzen. Die Bauchseite ist weißgelb bis grauweiß und grenzt sich damit deutlich von der Oberseite ab. Ohren und Schnauze sind fast schwarz, die Flügel dunkelbraun. Die flugfähigen Jungtiere sind etwas dunkler als die Alttiere und haben noch kaum oder keine hellen Haarspitzen.
Im Vergleich zu den europäischen Zwergfledermäusen (Pipistrellus) sind die Ohren breiter und runder, sie besitzen vier Ohrfalten. Die Ohrlänge beträgt 10 bis 15 Millimeter. Der Tragus ist kurz und verbreitert sich nach oben leicht, an der Basis besitzt er zwei sich gegenüberliegende Zähnchen und die abgerundete Spitze ist nach innen umgeschlagen.
Der Unterarm hat eine Länge von 30,0 bis 36,5 Millimetern. Die Armflughaut setzt an der Zehenwurzel an. Der Calcar (Sporn) bzw. die Schwanzflughaut besitzt ein schmales Epiblema ohne einen sichtbaren Steg. Die letzten beiden Schwanzwirbel sind auf 3 bis 5 Millimetern Länge frei.

## Verbreitung und Lebensraum

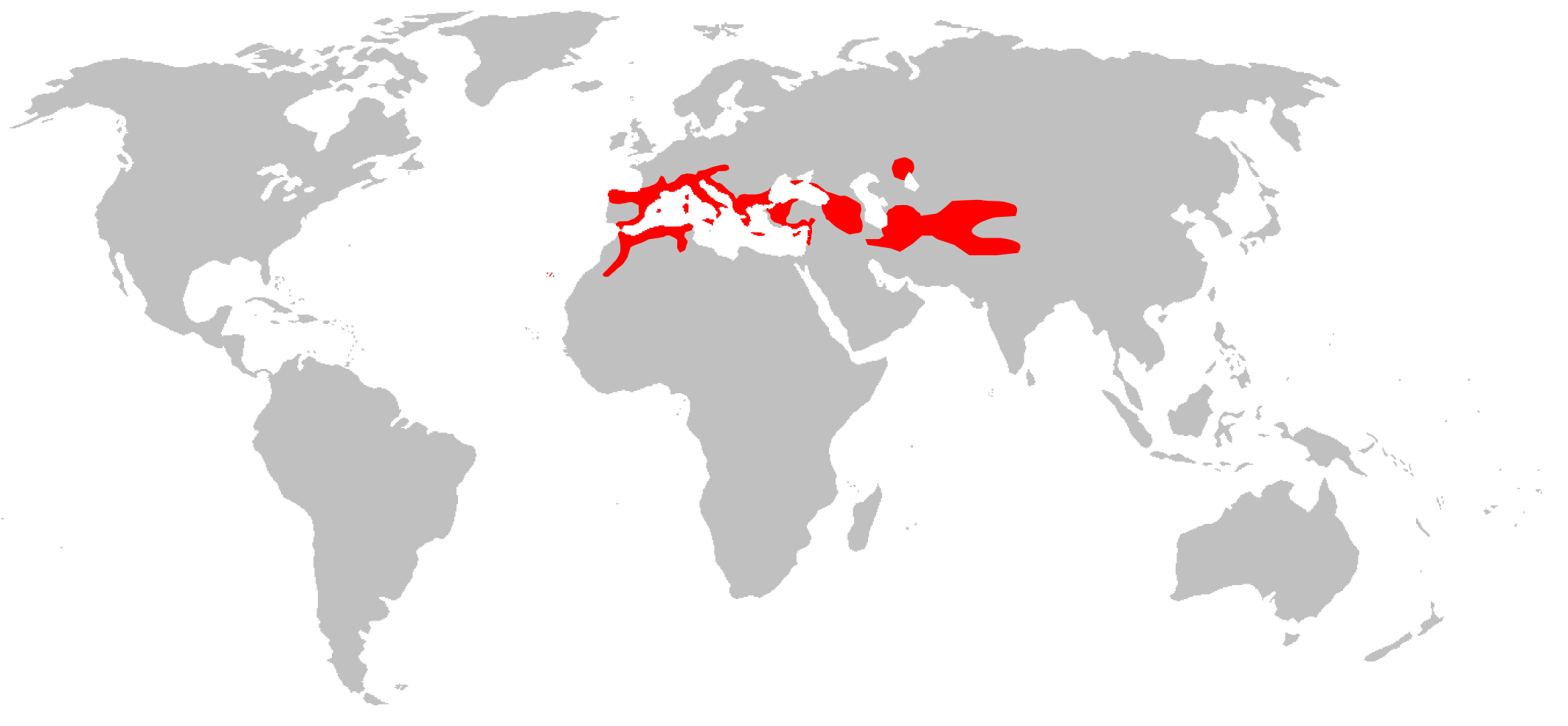
Verbreitungsgebiet der Alpenfledermaus

Die Alpenfledermaus besitzt ein sehr großes paläarktisches Verbreitungsgebiet, das vom äußersten Nordwesten Nordafrikas über Südeuropa und den gesamten Bereich des Mittleren Ostens und den Kaukasus bis nach Nordindien, Kasachstan, Turkmenistan, Usbekistan, Kirgisistan, Tadschikistan und Afghanistan reicht. Über Wanderungen liegen nur wenige Daten vor, sie werden jedoch für Europa angenommen. Dabei wurden bislang aber keine Wanderungen über 250 Kilometer nachgewiesen. 2024 wurde zuletzt im baden-württembergischen Lauterstein (Sielmanns Waldbiotop Weißenstein) die zwischen 1951 und 2007 in Deutschland als ausgestorben geltende Art wieder nachgewiesen. Zuvor war eine Sichtung bereits in einem Leipziger Plattenbau gelungen.

## Lebensweise

### Ernährung
Die Tiere fliegen in der Regel deutlich vor Sonnenuntergang aus und jagen während der gesamten Nacht. Ihre Nahrung besteht aus verschiedenen Insekten, vor allem aus Schmetterlingen, Zweiflüglern wie Mücken, Hautflüglern, Netzflüglern und kleinen Käfern. Diese bejagen sie wahrscheinlich ausschließlich im Flug mit Echoortungslauten zwischen 31 und 35 kHz. Die Nahrungssuche findet in der Regel in größerer Höhe über offenem Waldland sowie über Weide- und Feuchtgebieten statt. Sie leben jedoch auch in bewohnten Gebieten und vor allem in Südeuropa in Städten, wo sie unter anderem im Bereich von Beleuchtungsanlagen Insekten fangen. Außerdem jagen sie in der Nähe von Felswänden oder über Baumkronen.
Ihre Quartiere und Rastplätze finden sie in Felsspalten, aber auch in Rissen von Gebäuden oder unter Baumrinden. Sehr selten sind sie in unterirdischen Lebensräumen und Höhlen zu finden.

### Fortpflanzung und Entwicklung
Die Paarungszeit der Alpenfledermaus liegt etwa zwischen Ende August und Ende September.
Die Weibchen bilden Wochenstuben mit 20 bis 70 Individuen, allerdings sind auch solche mit fünf bis zehn Weibchen bekannt. Die Jungtiere kommen Anfang bis Mitte Juli zur Welt, selten früher. In der Regel bringt ein Weibchen zwei Jungtiere zur Welt, in seltenen Fällen auch nur eines. Diese wiegen bei der Geburt etwa 1,2 Gramm.

## Systematik
Die Alpenfledermaus wird mit 14 weiteren Arten aus Afrika und Asien der Gattung Hypsugo zugeordnet, die von der Gattung der Zwergfledermäuse (Pipistrellus) abgetrennt wurde.

## Bedrohung und Schutz

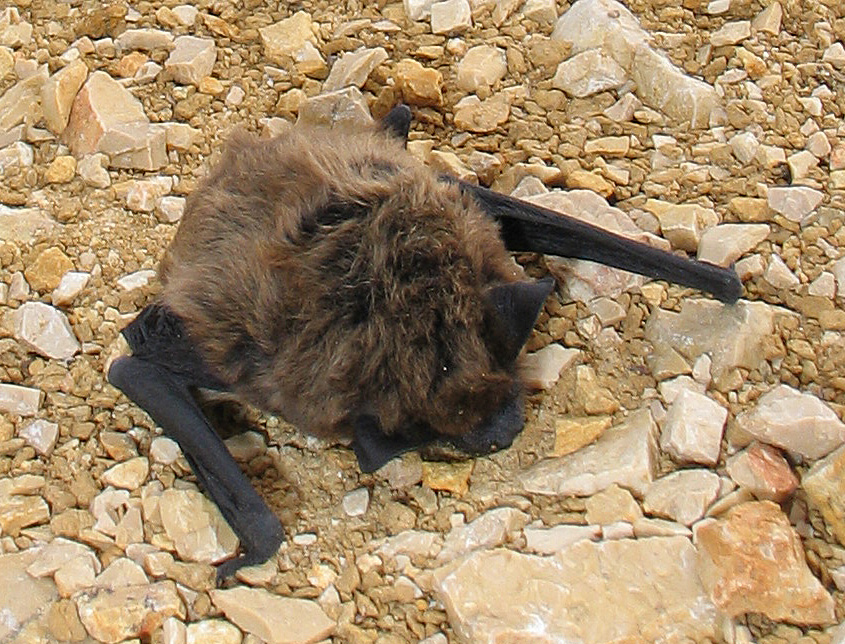
Alpenfledermaus, die durch eine Windkraftanlage getötet wurde

Die Art wird von der International Union for Conservation of Nature and Natural Resources (IUCN) global aufgrund des großen Verbreitungsgebietes und der Bestandsgröße als „nicht gefährdet“ (Least concern) eingestuft. Ein Rückgang des Bestandes und eine größere Bedrohung der Art sind nicht bekannt. In der Roten Liste Österreichs wird die Art als „stark gefährdet“ (EN) eingestuft. In Deutschland, wo sie als ausgestorben galt, kam es in den letzten Jahren immer wieder zu Sichtungen, darunter im Frühjahr 2021 in Leipzig.
National und regional steht die Art in vielen Ländern unter Naturschutz. Sie wird in Anhang IV („Streng zu schützende Art von gemeinschaftlichem Interesse“) der Fauna-Flora-Habitat-Richtlinie der EU geführt.

## Belege
1. 1 2 3 4 5 6 7 8  Wilfried Schober, Eckhard Grimmberger: Die Fledermäuse Europas – Kennen, bestimmen, schützen. 2. aktualisierte Auflage, Franckh-Kosmos Verlags-GmbH, Stuttgart 1998; Seiten 179–182. ISBN 3-440-07597-4.
2. 1 2 3 4  Hypsugo savii in der Roten Liste gefährdeter Arten der IUCN 2011. Eingestellt von: A.M. Hutson, F. Spitzenberger, J. Juste, S. Aulagnier, J. Palmeirim, M. Paunovic, A. Karataş, 2008. Abgerufen am 1. Januar 2012.
3. ↑  Extrem seltene Fledermaus nachgewiesen, Heinz Sielmann Stiftung, 19. Februar 2024.
4. ↑  Nachweis von Alpen- und Weißrandfledermaus. Abgerufen am 21. Februar 2025.
5. ↑  Don E. Wilson & DeeAnn M. Reeder (Hrsg.): Hypsugo (Memento vom 4. März 2016 im Internet Archive) in Mammal Species of the World. A Taxonomic and Geographic Reference (3rd ed).
6. ↑  Bundesministerium für Land- und Forstwirtschaft, Umwelt und Wasserwirtschaft (Hrsg.): Rote Listen gefährdeter Tiere Österreichs. Checklisten, Gefährdungsanalysen, Handlungsbedarf. Teil 1: Säugetiere, Vögel, Heuschrecken, Wasserkäfer, Netzflügler, Schnabelfliegen, Tagfalter Böhlau Verlag, Wien 2005, ISBN 3-205-77345-4
7. ↑  Bundesamt für Naturschutz: Alpenfledermaus
8. ↑  Seltene Fledermausart in Leipziger Plattenbau entdeckt